# 암스트롱군 (사우스다코타주)
암스트롱군 또는 암스트롱 카운티(Armstrong County)는 미국 사우스다코타주에 위치한 과거의 군이다. 1873년부터 1879년까지 존재하였다가 이후 1883년부터 1952년까지 존재하였다. 1883년부터 1952년까지 미국 사우스다코타주이자 그 전신인 다코타 준주의 카운티였다. 주의 서부에 위치한 이곳은 샤이엔강 인디언 보호구역 중 인구가 희박한 지역이었으며 주로 인디언 보호구역에 의존했다. 가축 무역과 미주리 강, 샤이엔 강. 자체적으로 조직화된 카운티 정부가 없었기 때문에 행정 목적으로 포트 피에르(Fort Pierre)에 카운티 소재지를 두고 스탠리 카운티에 소속되었다.
1873년부터 1879년까지 다코타 준주 동부에는 관련 없는 "암스트롱 카운티"가 존재했다. 파이아트 카운티(Pyatt County)는 1883년 미주리강 근처 준주 서부에 설립되었으며 1895년에 암스트롱 카운티로 이름이 변경되었다. 1898년부터 1911년까지 영토의 상당 부분이 스탠리군 및 치바흐군에 속해 있었지만 이후 인구가 너무 적어 여러 기록을 세웠다. 1940년까지 한 명의 대통령 후보에게 전체 표를 던진 미국 유일의 카운티였다. 우체국이 없는 유일한 카운티였으며, 1950년에는 연방 정부 직원이 단 한 명도 없는 유일한 카운티였다.
오아헤댐 건설로 인해 카운티의 귀중한 토지가 대부분 침수되었다. 과거에 카운티 합병을 거부했던 듀이군 (사우스다코타주)은 마침내 1952년에 합병했다. 이상하게도 암스트롱 카운티 부지에는 현재 카운티였을 때보다 더 많은 집이 있다.